# David Trézéguet
David Trézéguet (* 15. října 1977, Rouen, Francie) je bývalý francouzský fotbalový útočník argentinského původu, kariéru ukončil v lednu 2015.
Pelé ho roku 2004 zařadil mezi 125 nejlepších žijících fotbalistů.

## Klubová kariéra
Po deset sezón patřil mezi opory italského Juventusu Turín, se kterým vyhrál Serii A a dostal se až do finále Ligy mistrů UEFA, kde jeho tým nestačil na AC Milán.[kdy?]
V červenci 2013 odešel hostovat z argentinského klubu River Plate do jiného argentinského celku Newell's Old Boys poté, co přestal figurovat v plánech trenéra River Plate Ramóna Díaze. S Newell's Old Boys se dohodl na roční smlouvě.

## Reprezentační kariéra
Nejznámějším okamžikem jeho kariéry se stal ovšem gól v prodloužení finále Mistrovství Evropy ve fotbale 2000 proti Itálii, kterým rozhodl o tom, že Francie po titulu mistrů světa (v roce 1998) ovládla i kontinentální šampionát. Jako mladíček byl u obou triumfů. Smolnější okamžik jeho kariéry se odehrál ve finále Mistrovství světa 2006 v Německu, kdy proti Itálii jako jediný z Francouzů neproměnil penaltu, kvůli čemuž se tým Francie musel spokojit se stříbrnou medailí.